# Tvättegyl
Tvättegyl är en sjö i Ronneby kommun i Blekinge och ingår i Bräkneån-Mieåns kustområde. Sjön är 5,4 meter djup, har en yta på 0,044 kvadratkilometer och befinner sig 56 meter över havet.